# Gagarinskaja (stanice metra v Samaře)
Gagarinskaja (rusky Гагаринская) je stanice samarského metra. Pojmenována byla po ruském kosmonautovi Juriji Gagarinovi

## Charakter stanice
Gagarinskaja je podzemní, pilířová stanice s dvěma výstupy (v provozu je však pouze jeden z nich). Její ostrovní nástupiště nacházející se v podzemí je podpírané dvěma řadami sloupů s půdorysem osmicípé hvězdy, stěny za ním jsou obloženy modrými dlaždicemi, uspořádanými jako mozaiky s tematikou cest do vesmíru. V prostřední části stanice je strop nad nástupištěm snížen a nad kolejemi zvýšen – tato úprava byla provedena již při výstavbě vzhledem k plánovanému napojení přestupu na další eventuální linku metra.
Severním směrem do stanice Moskovskaja se nachází pouze jednokolejný tunel; vlaky se proto ještě před Gagarinskou musejí otáčet na druhou kolej.
Stanice se otevřela jako jedna z posledních, a to jako součást úseku Gagarinskaja – Sportivnaja 30. prosince 1993.